# Cleveland (Illinois)
Pour les articles homonymes, voir Cleveland (homonymie).
Cleveland est un village du comté de Henry dans l'Illinois, aux États-Unis,. Situé au nord-ouest du comté, il est incorporé le 14 février 1941.

## Démographie
Lors du recensement de 2010, le village comptait une population de 188 habitants. Elle est estimée, en 2016, à 184 habitants.

## Source de la traduction
- (en) Cet article est partiellement ou en totalité issu de l’article de Wikipédia en anglais intitulé « Cleveland, Illinois » (voir la liste des auteurs).